# Exhibition Buttress
Exhibition Buttress ist ein Felsenkliff auf der westantarktischen Adelaide-Insel. Es ragt als südöstlicher Ausläufer des Reptile Ridge oberhalb der Rothera-Station auf.
Luftaufnahmen entstanden zwischen 1956 und 1957 bei der Falkland Islands and Dependencies Aerial Survey Expedition. Das UK Antarctic Place-Names Committee benannte es 2004. Der weitere Benennungshintergrund ist nicht überliefert.